# The Visitor (Neuronium)
The Visitor is het 4e album van Neuronium, de band rondom Michel Huygen.
Huygen en Guirao, de overgebleven bandleden, namen het album in februari 1981 op in de geluidsstudio Moraleda van Alberto Moraleda in Barcelona. De stijl is een eigen interpretatie van de Berlijnse School voor elektronische muziek, vergelijkbaar met Tangerine Dream met albums Stratosfear, Tangram en Exit. 
De elpee en muziekcassette werden uitgegeven via Neuronium Reccords. In 1988 volgde een uitgave op compact disc via Martana Music S.A. In 1990 volgde een geremasterde versie via Tuxedo onder de titel The New Visitor. In 2017 volgde een heruitgave op elpee. Neuronium dankte Manuel Göttsching en Ash Ra Tempel, alsmede Tom Oberheim (de synthesizerfabrikant).

## Musici
- Michel Huygen – toetsinstrumenten, voornamelijk van Korg, Oberheim Electronics en een vocoder van Roland Corporation met Elka string synthesizer
- Carlos Guirao – toetsen, voornamelijk Roland (Jupiter 4) en Yamaha CS-30 alsmede de syncussion van Pearl

met
- Miguel Guillamat - zang (The Visitor en The Light)
- Santi Pico - gitaar (The Visitor en Rendez-vous)
- José Maria Ciria - drums (The Light)

## Muziek
Alle composities van Huygen en Guirao:

| Nr. | Titel                        | Duur  |
| --- | ---------------------------- | ----- |
| 1.  | The Visitor (Huygen, Guirao) | 4:55  |
| 2.  | Naamloos (Huygen, Guirao)    | 12:53 |

| Nr. | Titel                                                   | Duur |
| --- | ------------------------------------------------------- | ---- |
| 1.  | Rendez-vous (Huygen, Guirao)                            | 5:33 |
| 2.  | The Light in Your Eyes/Visitor reprise (Huygen, Guirao) | 5:33 |

The Visitor bevat een opgelezen gedicht van Dylan Thomas.